# Coquitlam Challenger 1988
Il Coquitlam Challenger 1988 è stato un torneo di tennis facente parte della categoria ATP Challenger Series nell'ambito dell'ATP Challenger Series 1988. Il torneo si è giocato a Coquitlam in Canada dal 3 al 9 ottobre 1988 su campi in cemento indoor.

## Vincitori

### Singolare
Jonathan Stark ha battuto in finale  Andrew Sznajder con il punteggio di 6–1, 6–2

### Doppio
Joe De Foor /  Bruce Man Son Hing hanno battuto in finale  Julian Barham /  Peter Wright con il punteggio di 7–6, 7–6